# Tapinanthus belvisii
Tapinanthus belvisii là một loài thực vật có hoa trong họ Loranthaceae. Loài này được (DC.) Danser miêu tả khoa học đầu tiên năm 1933.